# Brian Krause
Pour les articles homonymes, voir Krause.
Brian Krause, né le 1er février 1969 à El Toro (Californie), est un acteur, producteur, scénariste et réalisateur américain.
Il se fait remarquer au cinéma en 1991, dans le drame Retour au lagon bleu, mais c'est surtout son rôle de Leo Wyatt dans la série télévisée fantastique Charmed (1998-2006) qui le fait connaître auprès du grand public.

## Biographie

### Enfance et formation
Ayant grandi en Californie du Sud, il décide d'abord d'être médecin sportif mais un rôle qu'il décroche le fait renoncer définitivement au football. Néanmoins, cette version est en contradiction : il aurait, en fait, abandonné tout espoir de percer dans le sport à la suite d'une blessure. Mais dans une interview, il révèle qu'il aurait pris goût au métier d'acteur après avoir pris des cours de comédie pour échapper à un garçon de sa classe qui voulait sa peau. 
Il n'a aucun lien de parenté avec l'acteur Peter Krause.

### Carrière
En 1991, il joue le rôle de Richard dans Retour au lagon bleu, suite du film Le Lagon bleu aux côtés de l'actrice Milla Jovovich. Il s'agit de la suite du film Le Lagon bleu, sortie en 1980.
En 1992, il est le premier rôle du film d'horreur La Nuit déchirée de Mick Garris. Il s’agit du premier film écrit par Stephen King sans l'avoir basé sur l'une de ses œuvres préexistantes.
Il se rend à une audition pour tenir le rôle d'Andy Trudeau dans la série Charmed mais c'est finalement l'acteur T.W. King qui est choisi. Néanmoins, il décroche le rôle de Leo Wyatt, un homme à tout faire. Son personnage prendra une importance croissante allant même jusqu'à devenir une des stars de la série. Produite par Aaron Spelling, ce programme raconte l'histoire de trois sœurs qui deviennent sorcières en héritant des pouvoirs transmis par leurs aïeules.

Chaque sœur possède un pouvoir magique qui lui est propre et qui évolue tout au long de sa vie. Elles vivent ensemble dans un manoir. Unies par le « Pouvoir des Trois », les sœurs Halliwell utilisent leurs pouvoirs surnaturels pour combattre les sorciers, démons et autres forces maléfiques qui peuplent la ville de San Francisco en Californie. Cette série est reconnue pour son mélange des genres (du monde de l’imaginaire à l'horreur, de la comédie aux histoires de cœur). C'est aussi la série qui a obtenu le record de la plus haute audience jamais enregistrée pour le début d'une série sur le réseau américain WB. Charmed, avec les shows Médium et Desperate Housewives représentent aussi les plus longues séries mettant en scène des femmes dans les rôles principaux.

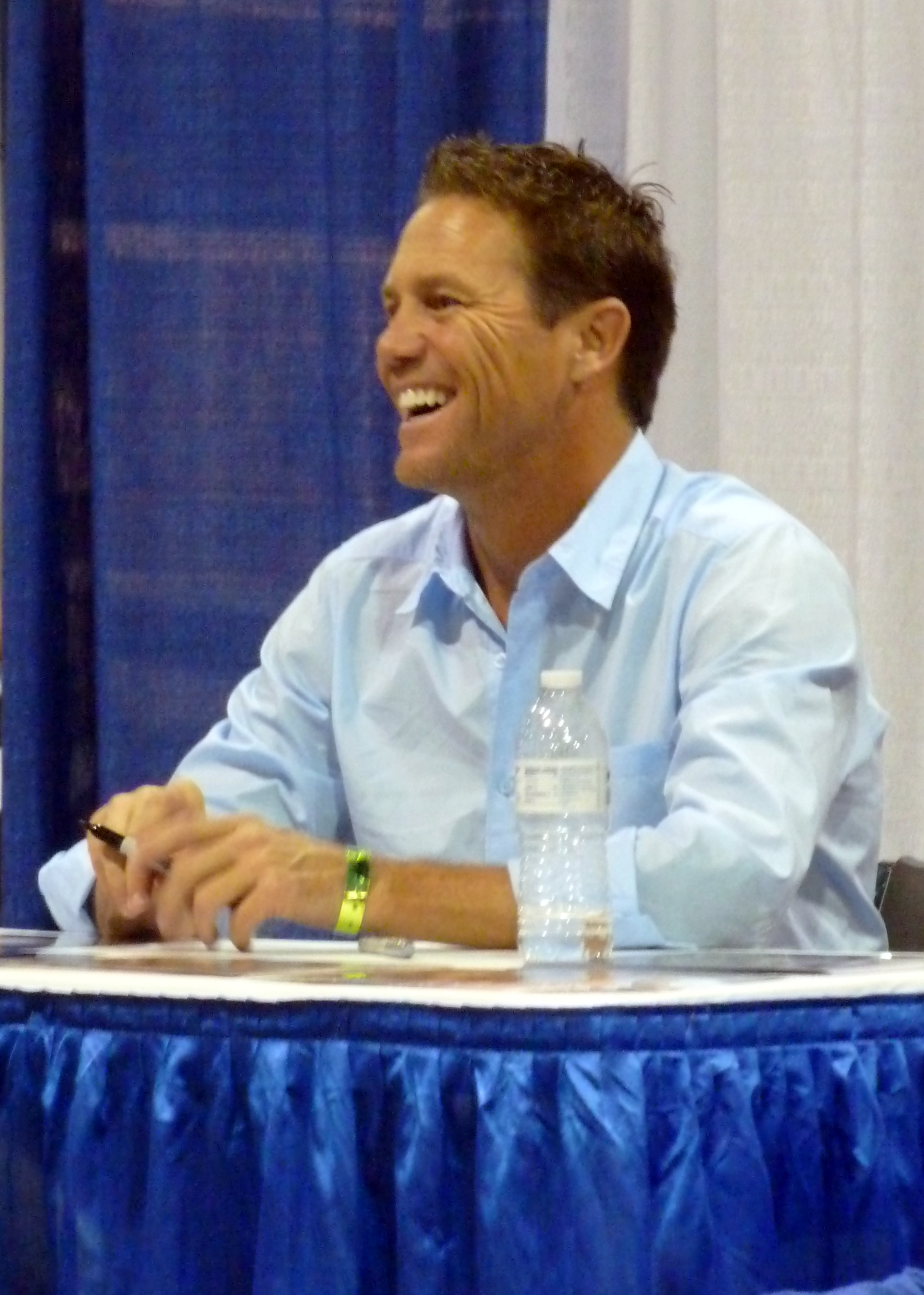
Lors de l'édition 2012 de la convention Wizard World à Chicago.

Cependant, l'acteur est licencié au milieu de la saison 8 pour raisons financières, mais Brad Kern le fera revenir pour les deux ultimes épisodes. Brian a également été scénariste d'un épisode de la cinquième saison.
Par la suite, Brian Krause enchaîne les films de série B, les vidéofilms, nanars et autres navets. Il a expliqué qu'il avait été obligé d'exercer divers métiers en dehors de son activité d'acteur comme barman, par exemple, afin de subvenir à ses propres besoins et ceux de sa famille.
En 2009, il partage la vedette de Parasites, un film qui mélange horreur et science fiction, aux côtés de Mircea Monroe.
Il tourne surtout dans un grand nombre de téléfilms et apparaît en tant que guest-star dans des séries à succès comme Les Experts : Miami, The Closer : L.A. enquêtes prioritaires, Mad Men, Castle et Dynastie. 

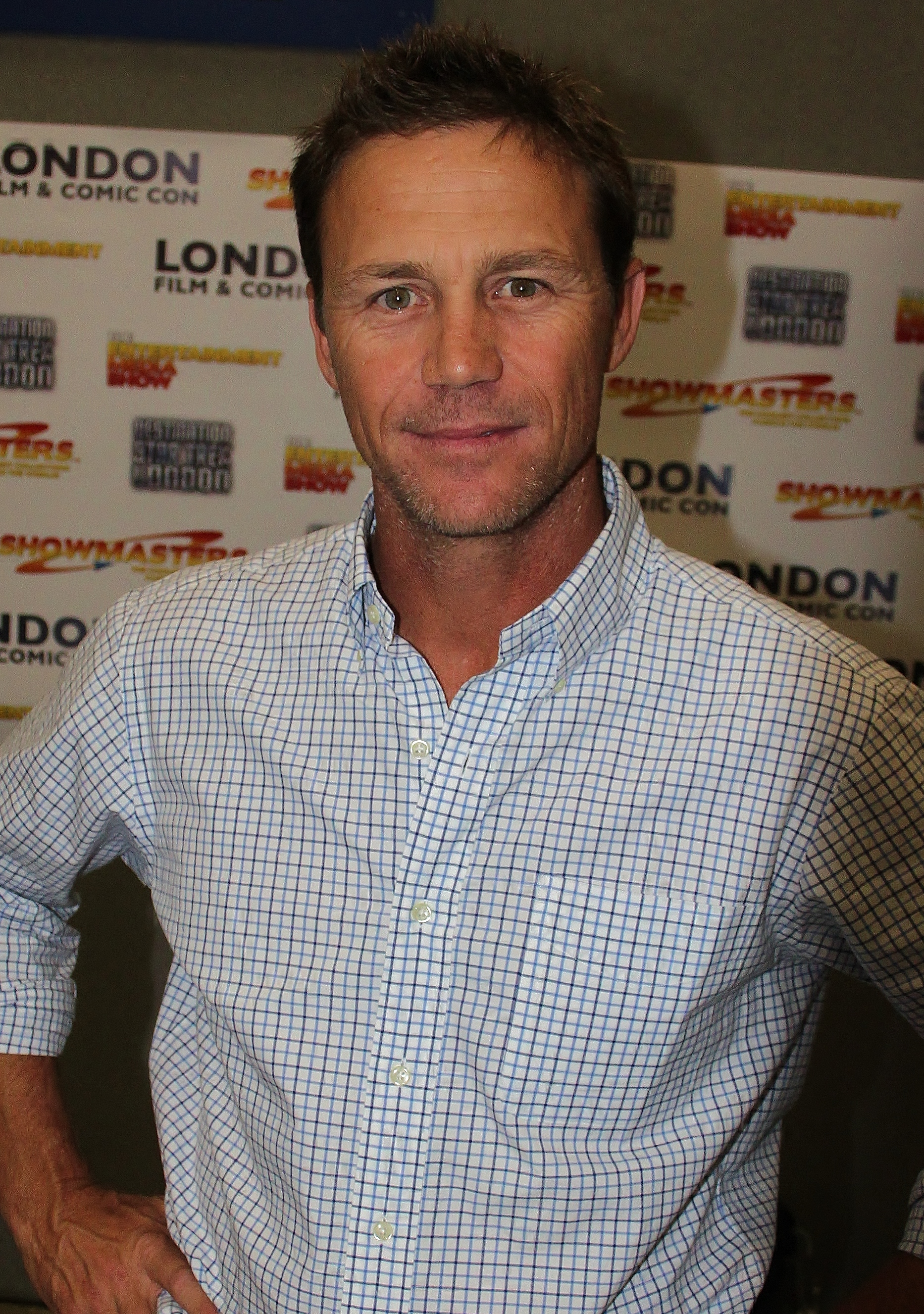
Brian Krause en 2012.

En 2012, il réalise un thriller qui met notamment en vedette Mark Rolston, Abeo Pharisee. Il est aussi le premier rôle masculin du téléfilm Justice coupable aux côtés de Cynthia Watros. 
En 2014, il est le protagoniste principal du téléfilm Dans la peau du père Noël, dont il est aussi producteur exécutif, il y partage la vedette aux côtés de l'actrice Natasha Henstridge. La même année, il réalise le film The Studio Club, qui passe inaperçu. Et il seconde les jeunes Amanda Michalka et Jesse McCartney dans le drame Le Choix de ma vie.
En 2016, c'est avec Emmanuelle Vaugier qu'il partage la vedette de l'unitaire Les doutes de Scarlett, du réseau Lifetime, une production inspirée d'une histoire vraie.
En 2017, il apparaît dans le clip de Broken Lives du groupe de post-hardcore américain Our Last Night. Auparavant, il avait déjà tourné dans un clip vidéo pour un autre groupe américain, Queensrÿche. Désormais rompu à l'exercice de l'unitaire, il est aussi à l'affiche d'Un pacte inavouable aux côtés d'Emily Rose. Une fiction inspirée du thriller L'Inconnu du Nord-Express d'Alfred Hitchcock. L'année suivante, il joue avec Krista Allen dans Quand ma fille se met en danger.   
En 2019, il joue dans un court métrage horrifique, Red Light, aux côtés de Ted Raimi. La même année, il est aussi à l'affiche de la série B, The Demonologist.
En 2020, il partage l'affiche du film Secrets In The water, aux côtés de Cerina Vincent.
En 2022, il crée avec Drew Fuller et Holly Marie Combs le podcast gratuit « The House of Halliwell », disponible entre autres sur Apple Podcast ou Spotify. 

### Vie privée
Il s'est marié avec le mannequin Beth Bruce, en 1996, avec qui il a eu un fils, Jamen. Le couple divorce en 2000. 
En 2001, Brian a eu une liaison avec Alyssa Milano.

## Filmographie

### Cinéma

#### Courts métrages
- 2000 : The Party de Sasha Malarevsky : Le mari
- 2009 : Chamber of Worlds de David Olson : Raider Trevor Gantry
- 2010 : The Binds That Tie Us de Healy Lange et Amy Lyndon : Marion Winston
- 2012 : Ben and Becca de Victor Alfieri : Ben
- 2014 : Random Stop de Benjamin Arfmann : Andrew Brannan
- 2014 : The Monogamy Experiment Short de Amy Rider
- 2015 : Hot Girls de Alberto Belli : Boss
- 2019 : Red Light de Alex Kahuam : Stephen

#### Longs métrages
- 1990 : An American Summer de James Slocum : Joey
- 1991 : Retour au lagon bleu de William A. Graham : Richard Lestrange
- 1991 : December de Gabe Torres : Tim Mitchell
- 1992 : La Nuit déchirée de Mick Garris : Charles Brady
- 1993 : The Liars' Club de Jeffrey Porter : Pat
- 1995 : Un pas vers la liberté de David Mackay : Clay Nelson
- 1996 : Naked Souls  de Lyndon Chubbuck : Edward
- 1996 : Flirt avec la mort :  Matt Jarvis
- 1998 : Get a Job de Gregg Cannizzaro : Mike
- 1999 : Trash de Mark Anthony Galluzzo : Will Fowler
- 2000 : Dreamers de Ann Lu : Pete Leiber
- 2004 : To Kill a Mockumentary de Stephen Wallis : Danson (vidéofilm) :
- 2005 : Pissed de Jaime Gomez : Jay
- 2007 : Protect the King de D. Edward Stanley : Jeff
- 2008 : Triloquist de Mark Jones : Détective Kislow
- 2008 : Jack Rio de Gregori J. Martin : Billy Rafferty
- 2008 : Desertion de Francine Michelle : Brandon
- 2009 : The Gods of Circumstance de Justin Golding : Jim Jeffs
- 2009 : 2012 Supernova de Anthony Fankhauser : Rayan Kelvin (vidéofilm)
- 2010 : Parasites (Growth) de Gabriel Cowan : Marco
- 2010 : Cyrus de Mark Vadik : Cyrus
- 2010 : Ashes de Elias Matar : Andrew Stanton
- 2011 : Absolute Killers (Witness Insecurity) de Heather Hale : Vince
- 2013 : Coffin Baby (en) de Dean Jones : détective Chad Cole
- 2013 : Gemini Rising de Dana Schroeder : Plummer
- 2013 : Rain from Stars de Stephen Wallis : John
- 2014 : Red Sky de Michael Van Peebles : Michael Banks (non crédité)
- 2015 : Plan 9 de John Johnson : Jeff Trent
- 2015 : Miracle Maker de John Lyde : James Booth
- 2016 : Ribbons de Elias Matar : Kenny Bishop (également producteur)
- 2016 : House of Purgatory de Tyler Christensen : The Skeleton
- 2016 : Uploaded de Kamran Delan : Capitaine Ortiz
- 2017 : Haunted Maze de Susan Engel : Benedict Keller
- 2017 : Be Afraid (Within the Dark) de Drew Gabreski : Dr John Chambers
- 2014 : Red Sky de Mario Van Peebles : Michael Banks
- 2017 : Haunted Maze de Susan Engel : Benedict Keller
- 2017 : Be Afraid de Drew Gabreski : Dr John Chambers (également producteur exécutif)
- 2018 : Cucuy: The Boogeyman de Peter Sullivan : Kieran Martin
- 2019 : The Demonologist de J.M. Stelly : Damien Seryph
- 2019 : Underdog de Ritchie Greer : Dallas
- 2019 : Trauma Therapy de Tyler Graham Pavey : Arthur

### Télévision

#### Téléfilms
- 1989 : Match Point de Paul W. Cooper : Bart
- 1991 : Le paradis d'Angela (Earth Angel) de Joe Napolitano : Mike
- 1994 : L'as des aventuriers: Bandit au Far West de Hal Needham : Lynn
- 1994 : Bandit: Bandit Bandit de Hal Needham : Lynn
- 1994 : Bandit: Beauty and the Bandit de Hal Needham : Lynn
- 1994 : Bandit: Bandit's Silver Angel de Hal Needham : Lynn
- 1995 : Extreme Blue : Johnny Doyle
- 1996 : Within the Rock de Gary J. Tunnicliffe : Luke Harrison
- 1996 : 919 Fifth Avenue de Neil Hagar : Court Van Degen
- 1996 : Flirt avec la mort (Mind Games) de Kevin Alber : Matt Jarvis
- 2001 : Plongée mortelle de Po-Chih Leong : Mike Helton
- 2006 : Une séductrice dans ma maison  (Ties that Bind) de Terry Ingram : Dave Geiger
- 2007 : Devil's Diary de Farhad Mann : Père Mulligan
- 2008 : La Terreur du Loch Ness (Beyond Loch Ness) de Paul Ziller : James Murphy
- 2008 : Warbirds de Kevin Gendreau : Colonel Jack Toller[13]
- 2009 : Une femme piégée (Nowhere to Hide) de John Murlowski : Edward Crane
- 2010 : Les Filles de Cupidon (You're So Cupid) de John Lyde : Daniel Valentine
- 2010 : Meurtre à la carte (Next Stop Murder) de John Murlowski : Jeff
- 2011 : Milf Money de Aaron Priest : pasteur Owen
- 2011 : Camel Spiders de Jim Wynorski : Capitaine Mike Sturges
- 2011 : Actors Anonymous de Bryan Stratte : lui-même
- 2012 : Abeo Pharisee de lui-même : Deano (également producteur et scénariste)
- 2012 : Gabe, un amour de chien (Gabe the Cupid Dog) de Michael Feifer : Eric
- 2012 : Piégée à 17 ans (Stalked at 17) de Doug Campbell : Mark Curson
- 2012 : Justice coupable (Retribution) de Michael Feifer : détective Frank Neaman
- 2013 : Poseidon Rex de Mark L. Lester : Jackson Slate
- 2013 : Christmas for a Dollar de John Lyde : William Kamp
- 2014 : Le Choix de ma vie (Expecting Amish) de Richard Gabai : Noah Yoder
- 2014 : Dans la peau du Père Noël (The Christmas Switch) de Paul Lynch : Eddie Bennett (également producteur exécutif)
- 2014 : The Studio Club de lui-même : Matt Forester
- 2014 : Borrowed Moments de Doug McHenry : Ben Brenner
- 2016 : Les doutes de Scarlett (His Double Life ) de Peter Sullivan : Greg Davis
- 2016 : Terrapocalypse (Earthtastrophe) de Nick Lyon : Danny
- 2017 : Amour et manipulation (A Woman Deceived) de Michael Feifer : Détective Morrison
- 2017 : Un pacte inavouable (The Killing Pact) de John Lyde : Détective Marcs
- 2018 : Quand ma fille se met en danger... (Party Mom) de Michael Feifer : Gary
- 2020 : Romance au Paradis (Retreat to Paradise) de Brian Brough : Neal
- 2020 : Mia, 17 Ans pour Toujours (Secrets in the Water) de Michael Feifer
- 2020 : Harmony in Paradise (Harmony in Paradise) : Timothy

#### Séries télévisées
- 1989 : TV 101 : Un étudiant (1 épisode)
- 1989 : Les routes du paradis : Un garçon (1 épisode)
- 1989-1990 : Ann Jillian : Tom Murphy (2 épisodes)
- 1990 : CBS Schoolbreak Special : Matt Henderson (1 épisode)
- 1993 : Les Contes de la crypte : Tex Crandell (saison 5, épisode 7)
- 1994 : Album de famille : Greg Thayer (saison 1, 2 épisodes)
- 1995 : Walker, Texas Ranger : Billy Kramer (saison 4, épisode 4)
- 1996 : Surfers détectives : Jake (1 épisode)
- 1998 : Another World : Matthew Cory (2 épisodes)
- 1998 - 2006 : Charmed : Leo Wyatt (145 épisodes - également scénariste d'un épisode)
- 2007 : Les Experts : Miami : Robert Whitten (saison 6, épisode 2)
- 2008 : The Closer : Tom Merrick (saison 4, épisode 1)
- 2008 : Mad Men : Kess (saison 2, épisode 12)
- 2010 : Castle : Père Aaron Low saison 3, épisode 3
- 2012 : The Unknown : Paul Baker (saison 1, épisode 1)
- 2014 : Dark Rising: Warrior of Worlds : Bob Danton (4 épisodes)
- 2016 : Turn Back Time : Trevor Haas-Carson (9 épisodes)
- 2018 : Dynastie : George (saison 2, épisode 3)
- 2020 : Cypher : Robert (rôle récurrent)

### Clips vidéo
- 2012 : Shadow de Auradrone
- 2013 : Ad Lucem de Queensrÿche
- 2017 : Broken Lives de Our Last Night

### Jeux vidéo
- 2011 : LA Noire : Clem Feeney (voix originale et capture de mouvement)
- 2018 : Fallout 76 : Divers personnages (voix originale)

### En tant que réalisateur
- 2005 : The Mission (court métrage - également producteur et scénariste)
- 2012 : Abeo Pharisee (long métrage - également producteur et scénariste)
- 2014 : Studio Club (long métrage)